# Nikolaus Zaske
Nikolaus Zaske (* 19. September 1926 in Stettin; † 10. Dezember 2014) war ein deutscher Kunsthistoriker und Hochschullehrer an der Ernst-Moritz-Arndt-Universität Greifswald.

## Leben
Zaskes Besuch der Oberschule wurde durch die Kriegsereignisse im Zweiten Weltkrieg unterbrochen. Er legt die Reifeprüfung an der Vorstudienanstalt Greifswald ab und wurde 1946 Mitglied in der FDJ und im FDGB. 1946 gründete er mit Helmut Maletzke die Künstlergruppe Die Buhne. 1947 trat er in die SED ein und studierte von 1947 bis 1952 Kunstgeschichte, Archäologie, Germanistik und Philosophie an der Universität Greifswald. 1952 schloss er sein Studium mit der Diplomprüfung ab.
Im Sommersemester 1953 wurde Nikolaus Zaske Lehrbeauftragter am Caspar-David-Friedrich-Institut für Kunstwissenschaft der Ernst-Moritz-Arndt-Universität Greifswald und wurde dort im selben Jahr mit einer von Karl-Heinz Clasen betreuten Dissertation zu Herkunft und Bedeutung der Architektur Heinrich Brunsbergs zum Dr. phil. promoviert. Ab 1958 war er Oberassistent. 1961 habilitierte er sich mit dem Thema Gotischer Backsteinbau Norddeutschlands: Beiträge zur Architektur- und Sozialgeschichte der Haupttypen dreischiffiger Choranlagen von 1200 bis 1500. Ab September 1964 war er Dozent, und im September 1982 wurde er zum außerordentlichen Professor für Kunstgeschichte an der Greifswalder Universität ernannt.
Zaske war 1953 aus der SED ausgetreten und Mitglied der CDU der DDR geworden. Von 1962 bis 1987 war er Mitglied des CDU-Kreisvorstands in Greifswald sowie zeitweilig CDU-Stadtabgeordneter.
Im Frühjahr 1990 ging Nikolaus Zaske in den Ruhestand und zog zu seiner Familie nach Hessen.

## Forschungsschwerpunkte
Die Schwerpunkte seines Wirkens lagen im Bereich der mittelalterlichen Backsteinarchitektur und der Künste der Hansezeit im Ostseeraum.

## Schriften
- Die gotischen Kirchen Stralsunds und ihre Kunstwerke. Kirchliche Kunstgeschichte von 1250 bis zur Gegenwart. Evangelische Verlags-Anstalt, Berlin 1964.
- Gotische Backsteinkirchen Norddeutschlands zwischen Elbe und Oder. Koehler und Amelang, Leipzig 1968.
- Die St-Marien-Kirche zu Stralsund. Union-Verlag, Berlin 1984.
- mit Rosemarie Zaske: Kunst in Hansestädten. Koehler und Amelang, Leipzig 1985.
  - Lizenzausgabe: Kunst in Hansestädten. Böhlau, Köln / Wien 1986, ISBN 3-412-07185-4.
- Altdeutsche Malerei (= Seemann Kunstmappe). A. E. Seemann, Leipzig 1987, ISBN 3-363-00282-3.
- Greifswald. Brockhaus, Leipzig 1988, ISBN 3-325-00140-8.
- Stralsund. Brockhaus, Leipzig 1989, ISBN 3-325-00001-0.